# Tundrasáska
A tundrasáska (Stethophyma grossum) a sáskafélék családjába tartozó, Eurázsiában honos sáskafaj.

## Megjelenése
A tundrasáska testhossza a hím esetében 16-25 mm, a nőstény 28-35 mm. Viszonylag nagy termetű sáska, a nőstény jelentősen nagyobb a hímnél. Alapszíne sárgászöld vagy olívzöld, ritkán okkeres vagy barnás. Főleg a nőstényeken vöröses vagy lilás foltok lehetnek, elsősorban a fejen, a torpajzson és a toron. A hátsó comb alsó oldala élénkpiros, a lábszár sárga, fekete tüskékkel. Szeme fekete. A barna elülső szárny mindkét nemnél túlér a térden. A szárny alsó szélén fehér sáv húzódhat. 
Ciripelése 10-15 m-re hallatszik. Éneke egyesével adott pattogó hangok sorozata, melyek kb. másodpercenként követik egymást. Hasonlít egy körömcsipesz hangjára. 

### Hasonló fajok
A hagymazöld sáska és a szép hegyisáska hasonlít hozzá.

## Elterjedése
Eurázsiában honos Észak-Spanyolországtól egészen a Távol-Keletig. Európában Írországban és Skandináviában is megtalálható, Dél-Olaszországból és Görögországból viszont hiányzik. Az Alpokban 3000 méteres magasságig hatol. Magyarországon lokális populációi ismertek (pl. a Tisza mentén, Ócsa, Zala, Vas, Nógrád). 

## Életmódja
Nedves, magas füvű, nem legeltetett rétek, láp- és mocsárrétek, vízpartok, sziki erdőspuszta-rétek sáskája. Különféle fű- és kákafajok leveleivel táplálkozik. Jól repül, nagy távolságokra elkóborol.
Kifejlett egyedeivel júliustól októberig találkozhatunk. A nőstény a talajba vagy a fűcsomók tövébe rakja petéit, amelyek fejlődéshez sok nedvességre van szükség és az aszályos időjárás hátráltatja kikelésüket. Az áttelelő petékből kikelő lárvák 4-5-ször vedlenek.

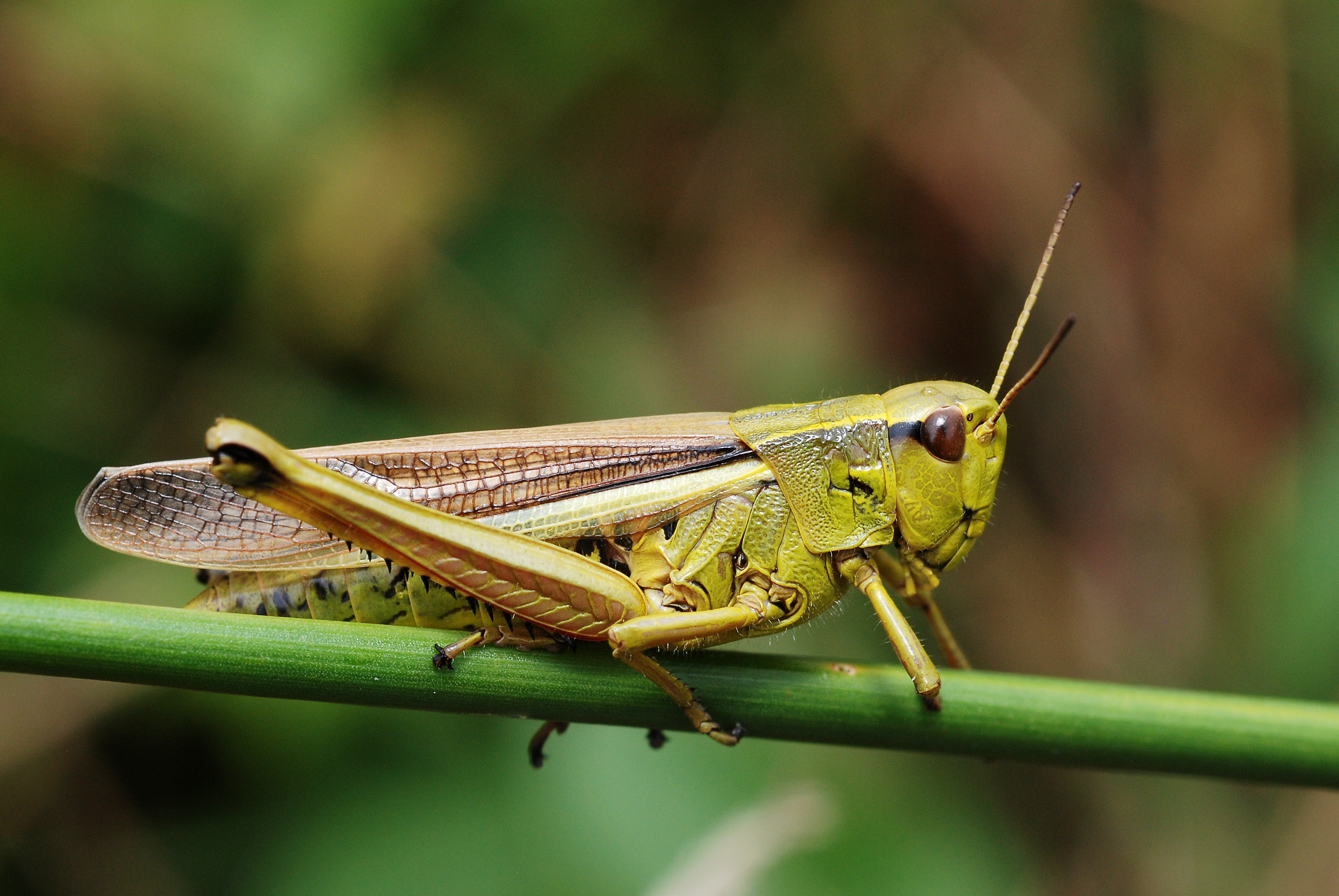
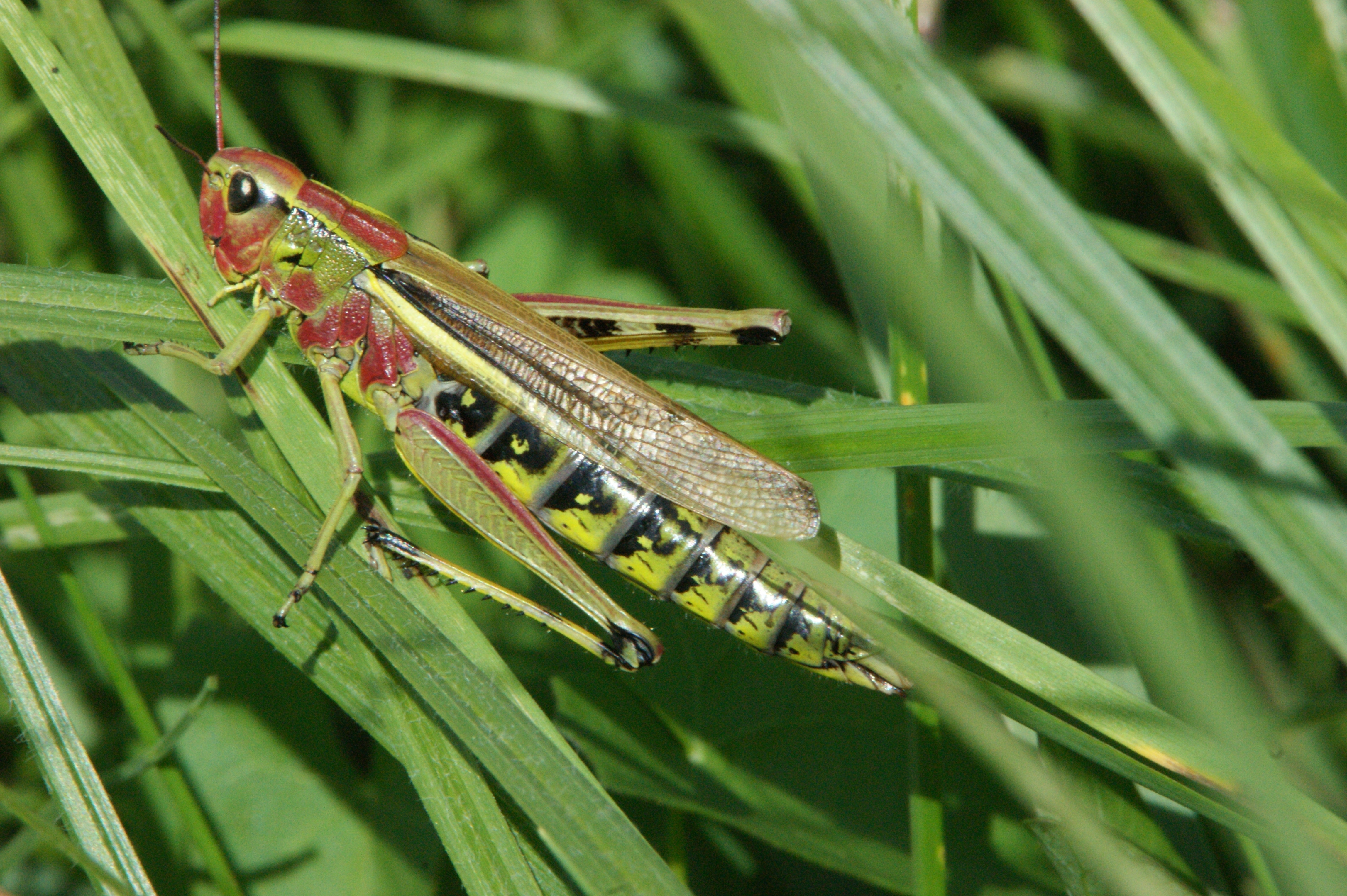
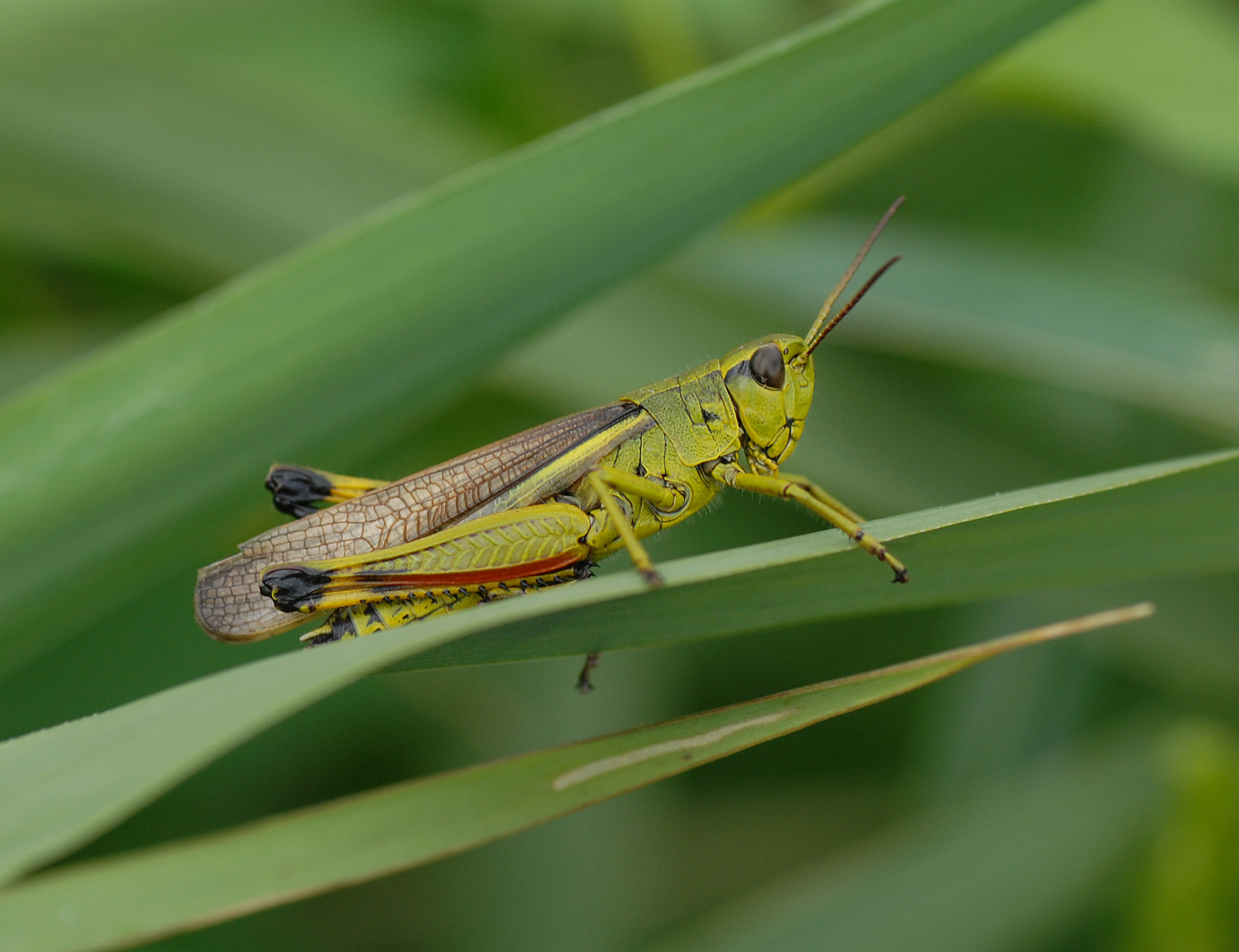
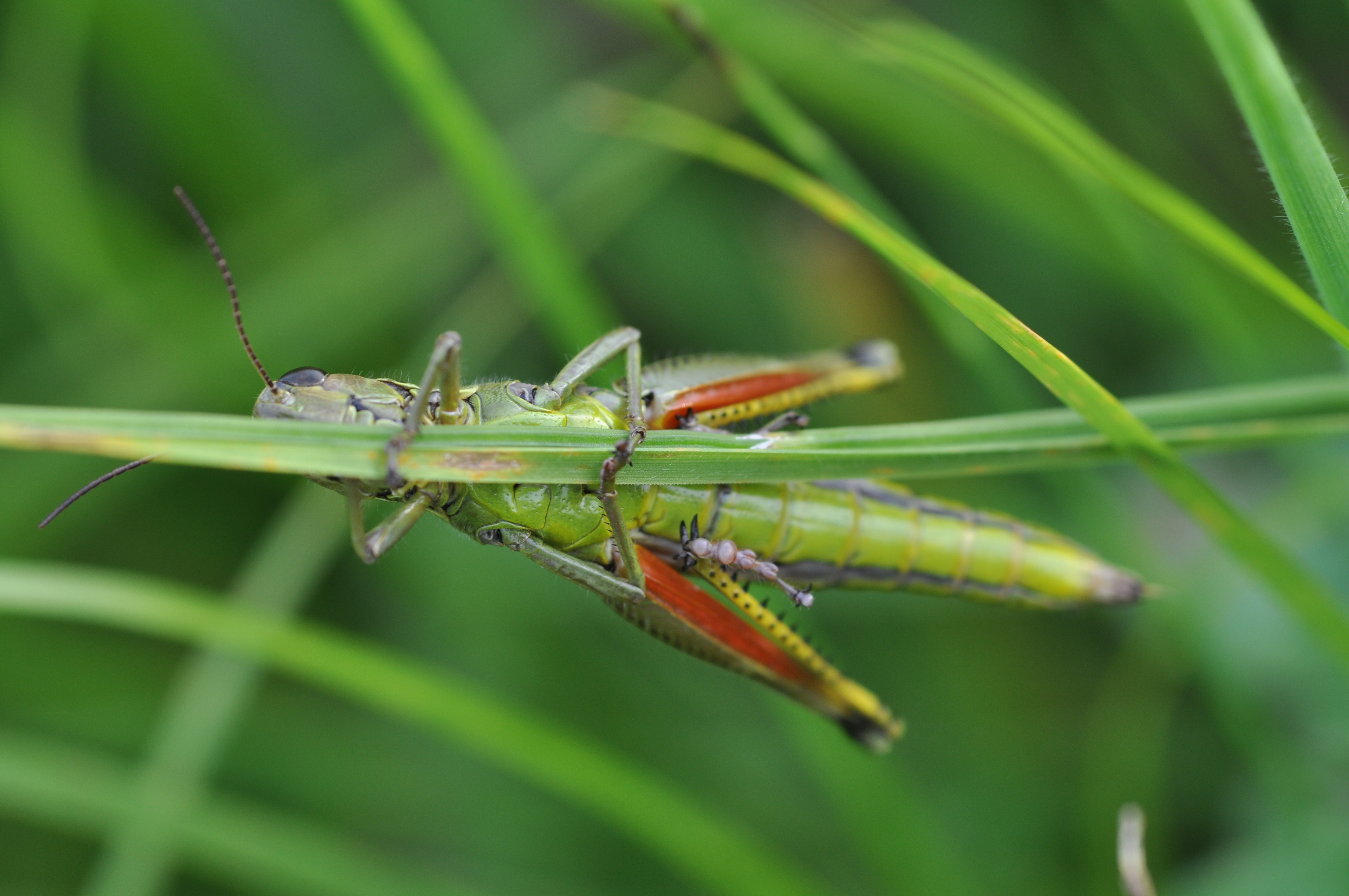
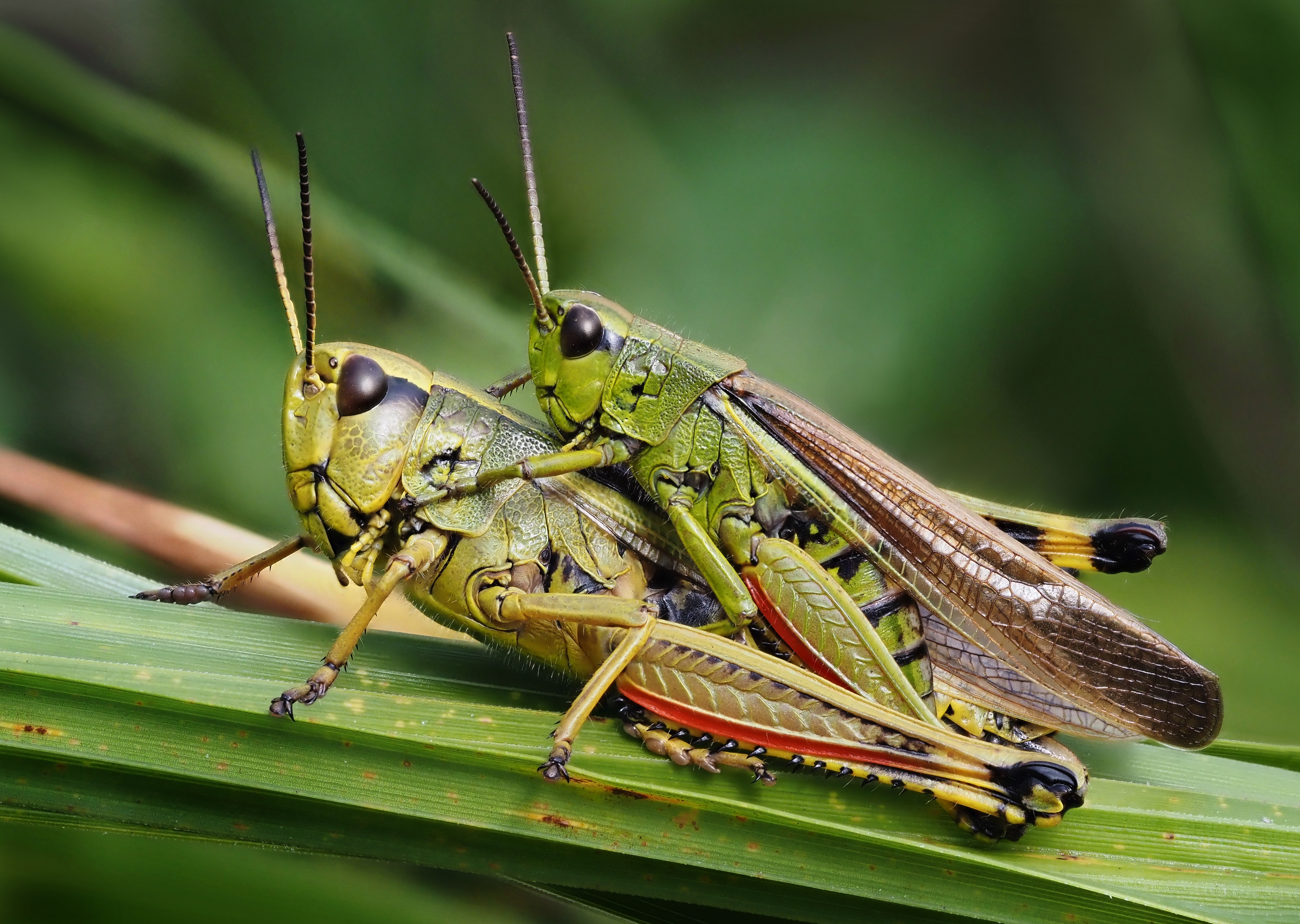

Magyarországon nem védett.